# Jacques A. Bailly

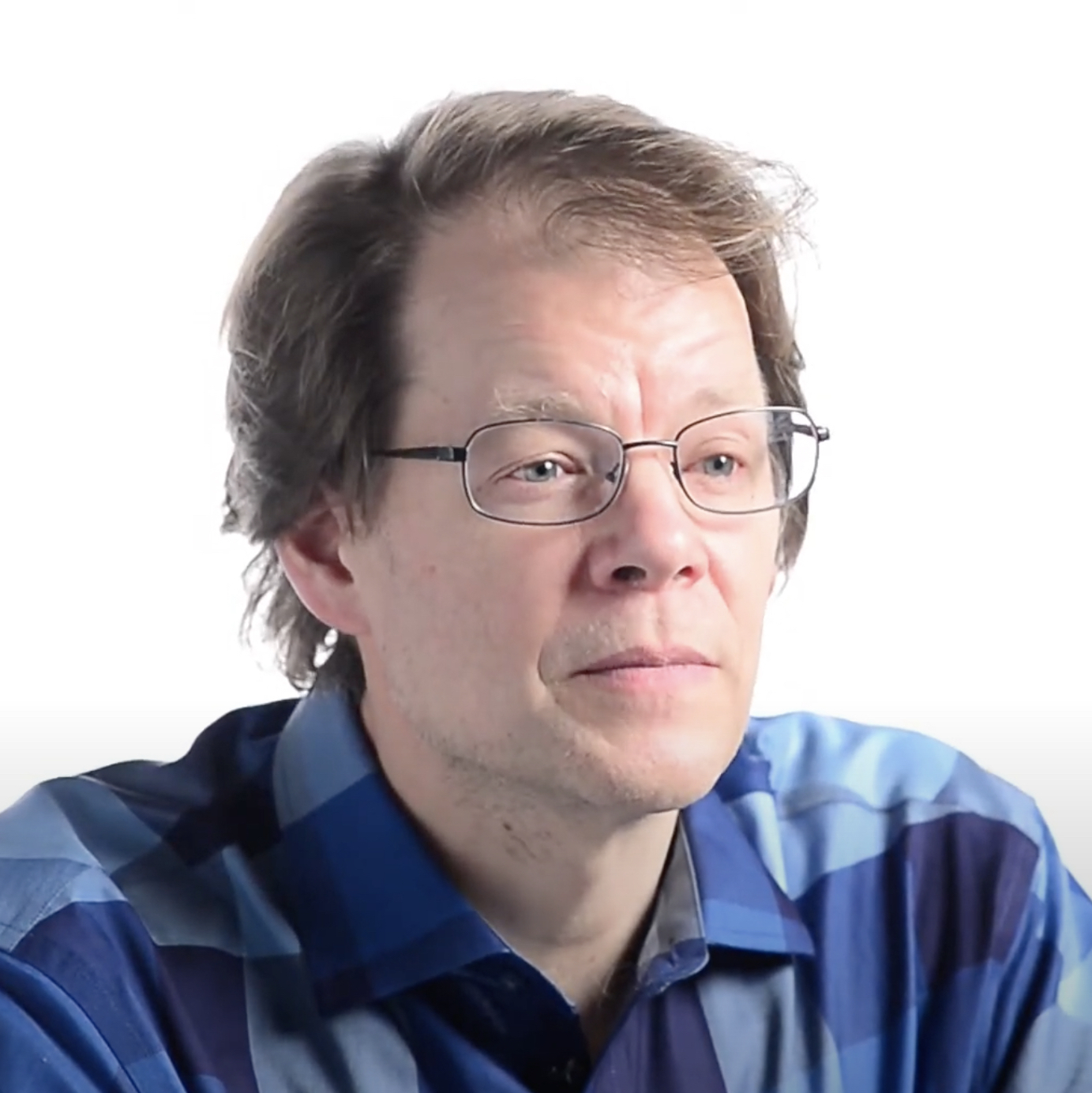
Jacques A. Bailly

Jacques A. Bailly (* 28. Januar 1966) ist ein US-amerikanischer Klassischer Philologe und Philosophiehistoriker.
Bailly studierte von 1984 bis 1988 Classics an der Brown University und erwarb dort 1988 den B.A. 1997 wurde er in einem Joint Program in Classics and Philosophy an der Cornell University mit einer Dissertation zu Platonic Readings of the Theages: Essays and Commentary (unter anderem bei Terence Irwin) zum Ph.D. promoviert. Mit einem Fulbright-Stipendium war er von 1988 bis 1990 Student am altphilologischen Seminar der Universität Basel. Er ist Associate Professor an der University of Vermont.
Bailly arbeitet zur antiken griechischen und römischen Philosophie, insbesondere zu Platon (Euthyphron) und zu zwei umstrittenen Pseudo-Platonica (Kleitophon und Theages).
Daneben nahm er seit seiner Jugend an dem Rechtschreibwettbewerb Scripps National Spelling Bee teil. Seit 1990 ist er in diesem Rahmen ein associate pronouncer (Vorleser), seit 2003 der chief pronouncer.

## Schriften (Auswahl)
- A Commentary on the Euthyphro and the Cleitophon. Focus Publishing, 2003.
- The Socratic Theages: a commentary. Georg Olms, Hildesheim 2004.